# Passage Saint-Paul
Le passage Saint-Paul est une voie du 4e arrondissement de Paris, en France.

## Situation et accès
Le passage Saint-Paul est situé dans le 4e arrondissement de Paris. Il débute au 43, rue Saint-Paul et se termine par l'entrée de l'église Saint-Paul-Saint-Louis et sur un passage privé qui conduit à la rue Charlemagne.

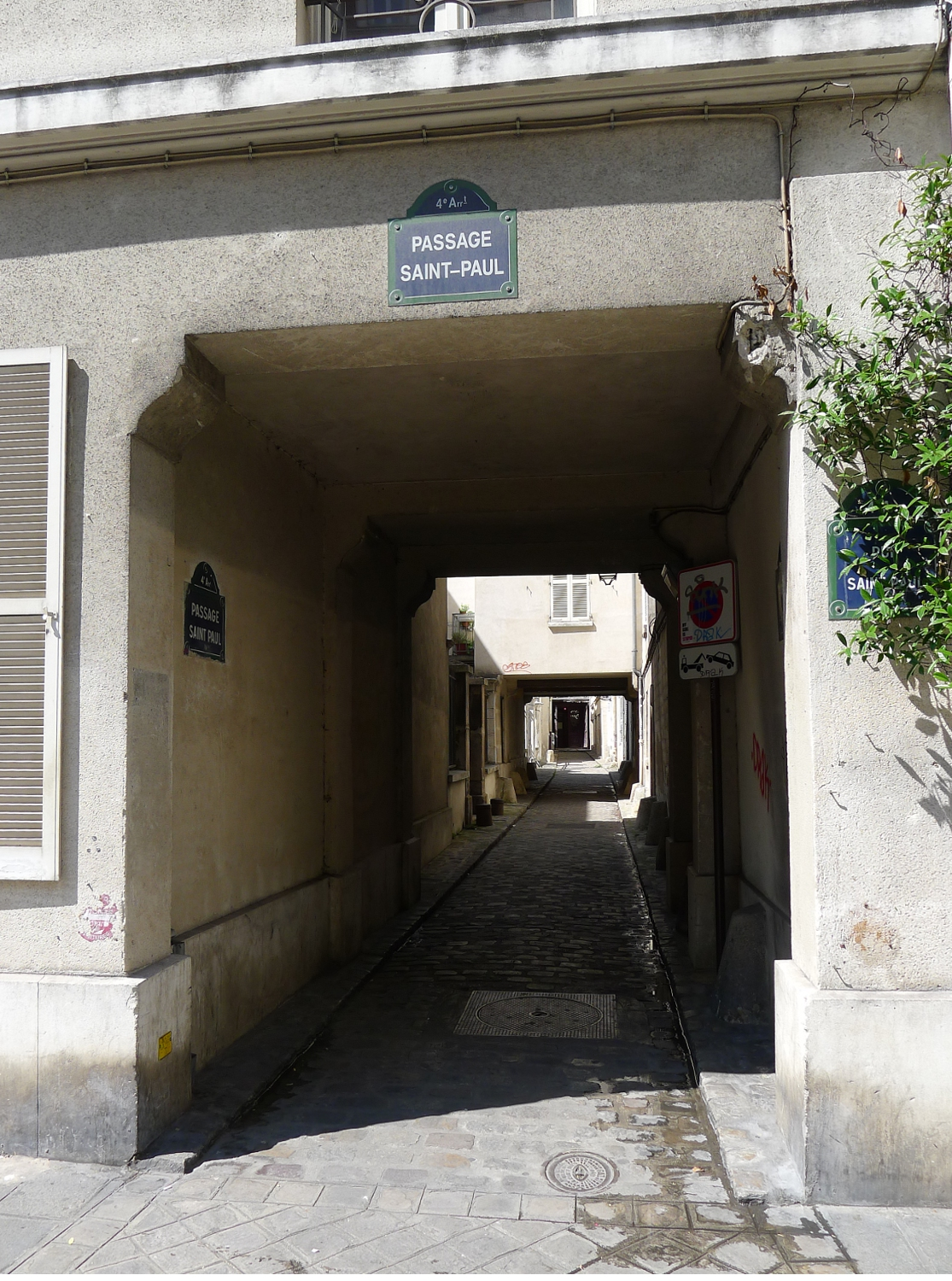
Entrée du passage, rue Saint-Paul.
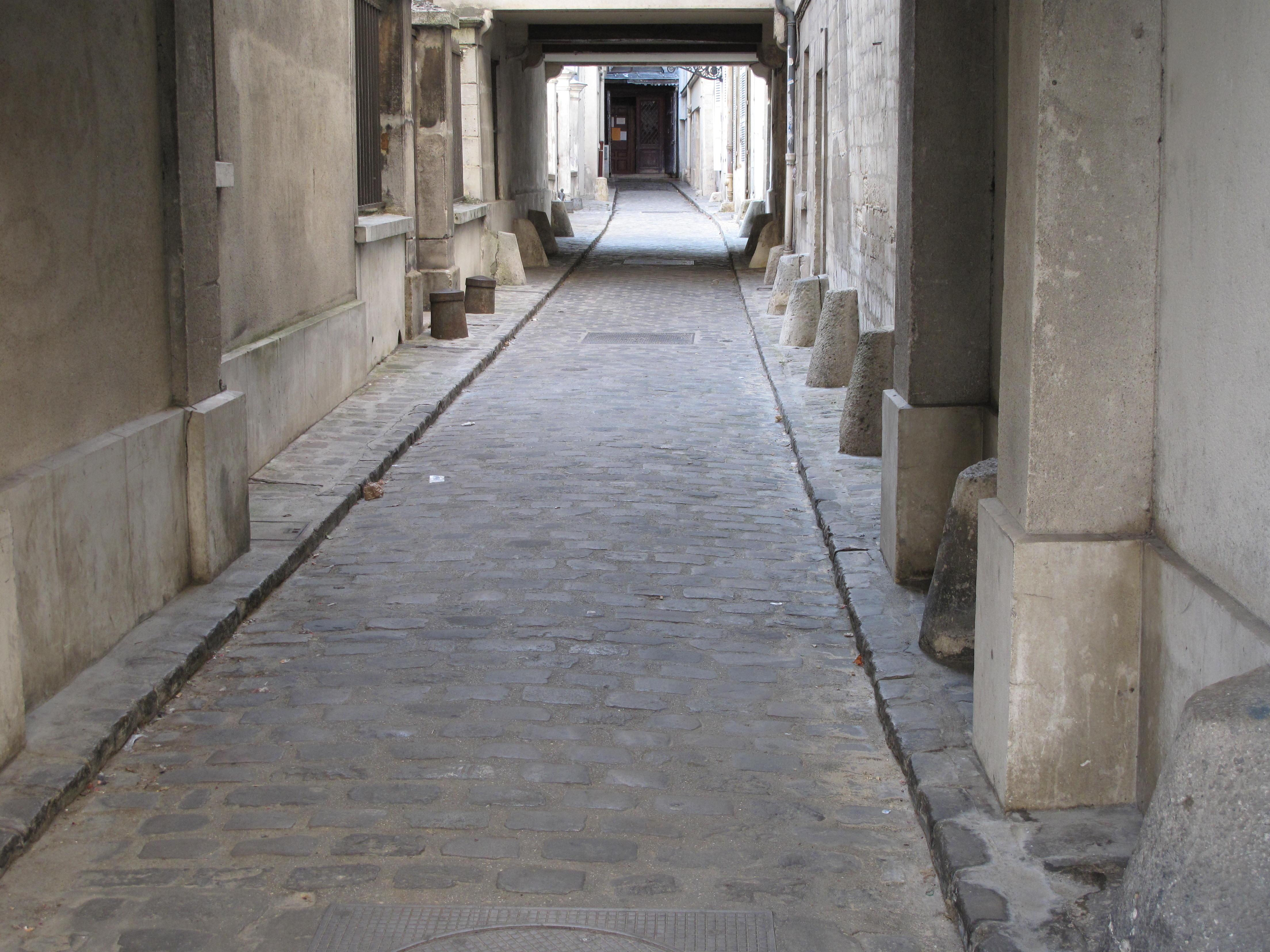
Début du passage.
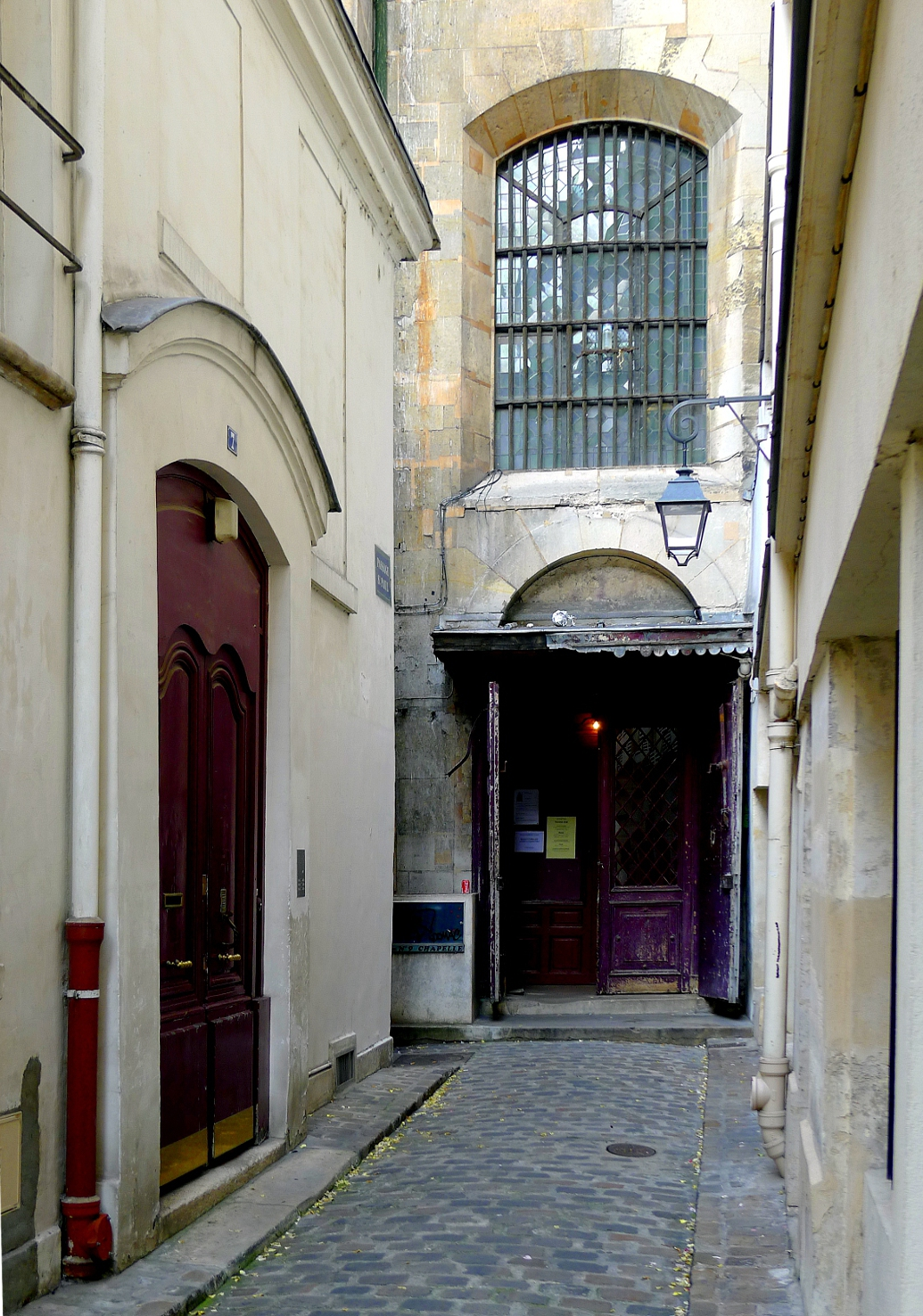
Fin du passage.

Ce passage est un havre de tranquillité au cœur du Marais.

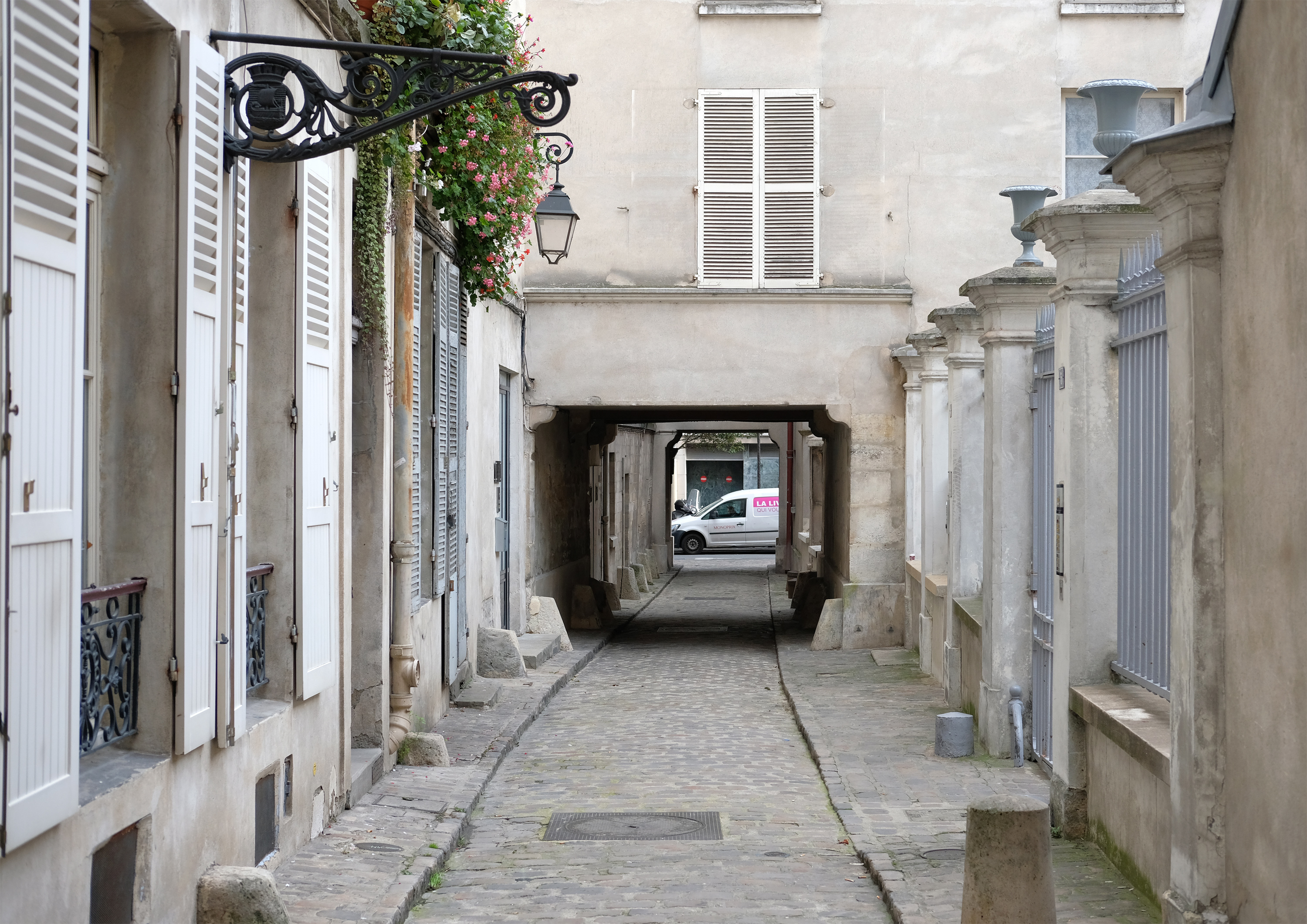
Le passage vu en direction de la rue Saint-Paul.
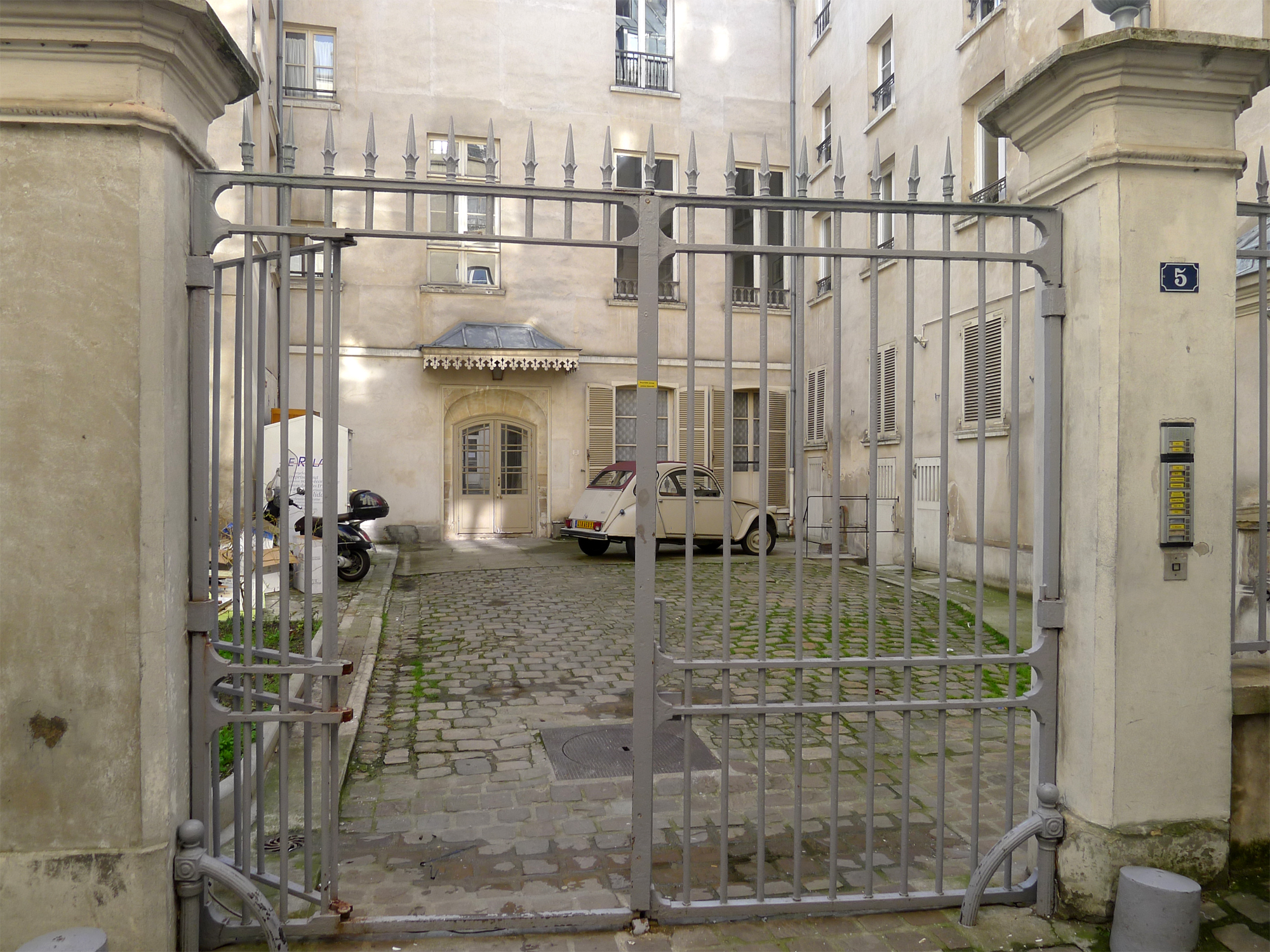
Cour du no 5.
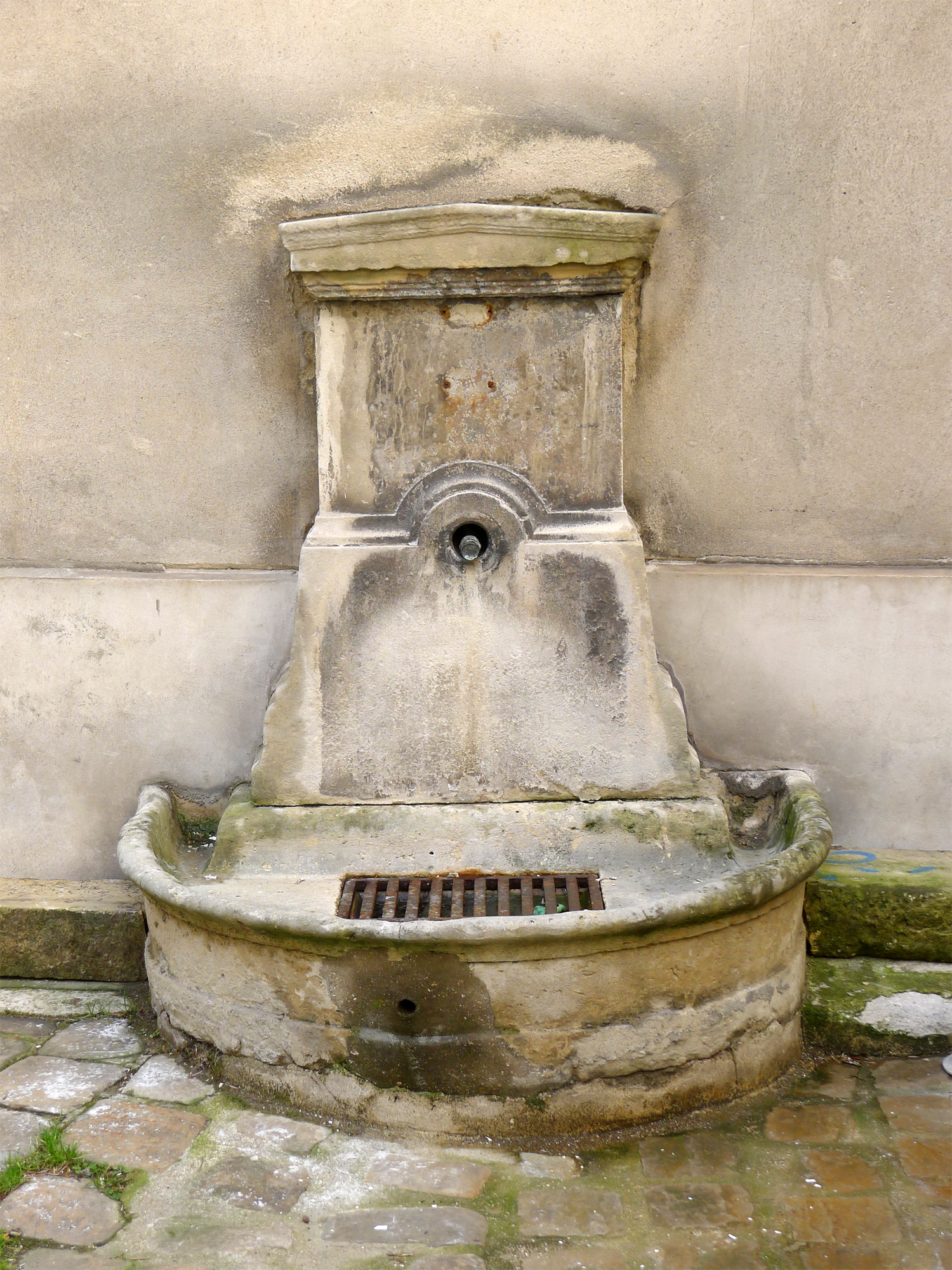
Fontaine murale dans cette même cour.

## Origine du nom
Elle porte ce nom en raison du voisinage de la rue et de l'ancienne église Saint-Paul-des-Champs, également de l'actuelle église Saint-Paul-Saint-Louis.

## Historique
Ce passage était un des accès à l'hôtel Rochepot ou de Damville qui avait appartenu à Madeleine de Savoie veuve d'Anne de Montmorency. Cette demeure qui s'étendait jusqu'à la rue Saint-Antoine comprenait plusieurs bâtiments, cours et jardins fut donné en 1580 par  cardinal Charles de Bourbon  aux Jésuites qui y firent construire une chapelle remplacée par l'église Saint-Paul-Saint-Louis construite de 1627 à 1641.
Le passage date de la construction de l'église.
Cette voie indiquée sur le plan de Gomboust en 1652  a été dénommée « avenue des Jésuites » puis « passage Saint-Louis » avant de prendre sa dénomination actuelle par un arrêté du 1er février 1877.

## Bâtiments remarquables et lieux de mémoire
- No 5 : vers 1871, emplacement de l'atelier du photographe Ferdinand Carlier (1829-1893), dont une autre entrée donnait au no 43, rue Saint-Paul[2], membre de la Société française de photographie (1859) et photographe de l'École des beaux-arts de Paris (1860)[3].
- Les maisons des Nos 5, 6, 7 ont été construites vers 1680 par les Jésuites.